# 奎宿一
奎宿一 (η And / 仙女座η) 是仙女座的一对分光双星，它由两颗G光谱型的巨星或者亚巨星组成，绕行周期为115.7天，总视星等为4.403。

## 观测历史

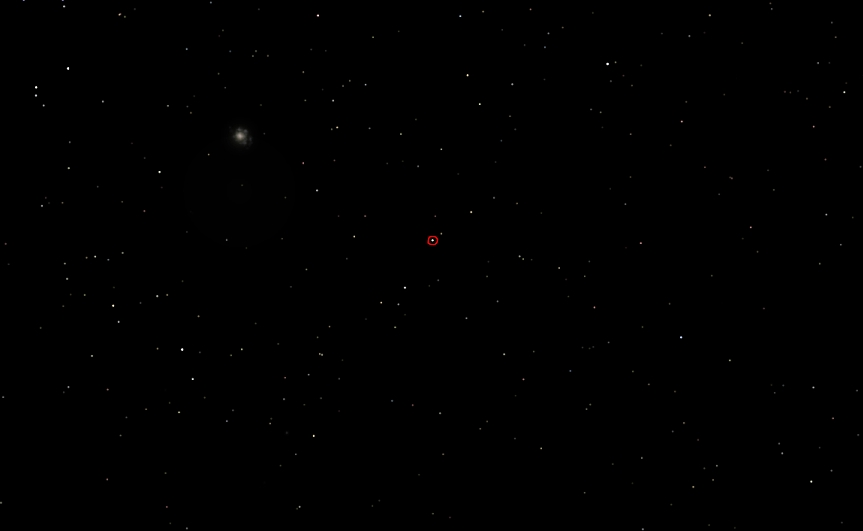
从地球轨道上看到的仙女座η，背景为M 33

奎宿一在1899年和1900年拍摄的一系列光谱中被认定为双谱双星。 它的轨道在1946年通过分光观测计算得到。 由于分光观测只能提供恒星接近或远离观测者的径向速度，所以计算并不能得出所有的轨道参数。在1990年到1992年做的观测中，美国加利福尼亚州的威尔逊山天文台通过Mark III Stellar Interferometer的干涉测量分解了奎宿一系统。这使得更详细的轨道在1993年得以出版。

## 位置

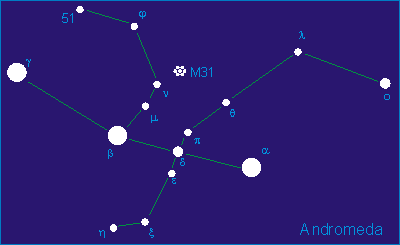
Diagram of Andromeda constellation

该星在仙女座的位置可以在下图中看到：

## 视成员
奎宿一有一颗视双星BD+22°153B，其视星等为11.5，距离主星129.2弧秒。